# Miroslav Marcovich
Miroslav Marcovich (* 18. März 1919 in Belgrad; † 14. Juni 2001 in Urbana, Illinois) war ein US-amerikanischer Klassischer Philologe serbischer Herkunft. Er ist besonders als Herausgeber philosophischer und patristischer Texte der Antike hervorgetreten.

## Leben
Miroslav Marcovich studierte Klassische Philologie an der Universität Belgrad. Nach dem Studienabschluss 1942 arbeitete er als Assistent für den Byzantinisten Georg Ostrogorsky, ehe er 1943 als Übersetzer bei Titos Generalstab verpflichtet wurde. Nach dem Ende des Zweiten Weltkriegs kehrte Marcovich an die Universität Belgrad zurück und arbeitete dort von 1946 bis 1954 als Dozent. Während dieser Jahre erforschte er viele Handschriften in den Bibliotheken Jugoslawiens und veröffentlichte zahlreiche Funde, darunter besonders die byzantinischen Urkunden des Staatsarchivs Dubrovnik (Ragusa) und lateinische Gedichte kroatischer Humanisten.
Von 1954 bis 1955 hielt sich Marcovich in Indien auf, und zwar als Gastdozent an der Visva-Bharati University in Shantiniketan. Er übersetzte die Bhagavad Gita ins Spanische und Serbokroatische. Aus Ablehnung der Tito-Regierung kehrte er nicht nach Belgrad zurück, sondern ging 1955 an die Universidad de los Andes in Mérida (Venezuela) als Professor der Klassischen Philologie und Philosophie. Die Wintersemester verbrachte Marcovich als Forschungssemester an der University of Cambridge. Während dieser Zeit schrieb Marcovich einen umfangreichen Artikel über den Philosophen Heraklit für Paulys Realencyclopädie der classischen Altertumswissenschaft, den er später zu einer Monografie ausarbeitete; außerdem bereitete er eine Edition der Heraklit-Fragmente vor.
Marcovich stand seit den 50er Jahren in internationalem Ansehen als Philologe und Philosophiehistoriker. 1962 lud ihn Hans Herter als Gastdozent an die Universität Bonn ein, wo Marcovich seine Edition der Refutatio omnium haeresium des Hippolyt begann.
1969 nahm Marcovich einen Ruf der University of Illinois at Urbana-Champaign an, wo er als Nachfolger von Alexander Turyn zum Professor of Classics ernannt wurde. An dieser Universität wirkte Marcovich bis an sein Lebensende, seit 1989 als Emeritus. Von 1973 bis 1977 stand er als Head of the Classics Department der altertumswissenschaftlichen Abteilung vor. Während seiner Amtszeit stiegen die Studentenzahlen der Klassischen Philologie beträchtlich. 1976 begründete Marcovich die Zeitschrift Illinois Classical Studies (ICS) und fungierte mehrere Jahre als Herausgeber. Als Gastprofessor lehrte und forschte er an den Universitäten in Chapel Hill (1975), Ann Arbor (1979–1980), am Trinity College Dublin (1984), an der Israelischen Akademie der Wissenschaften (als Albert Einstein Fellow) und an der Universität Tel Aviv (1991).
Marcovichs Leistungen als Klassischer Philologe, namentlich seine Verdienste um die Klassische Philologie an der University of Illinois und seine Textausgaben, wurden vielfach ausgezeichnet. 1963 erhielt er das Silberne Athos-Kreuz, 1983 ein Guggenheim-Stipendium, 1990 das Fellowship des National Endowment for the Humanities und 1994 die Ehrendoktorwürde (Doctor of Letters) der University of Illinois.

## Schriften (Auswahl)
Siehe vollständiges Schriftenverzeichnis bis 1993 in Illinois Classical Studies 18, 1993, S. 1–17 (Volltext).
- Herakleitos. Stuttgart 1967 (Sonderausgabe des Artikels aus der Pauly-Wissowaschen Realencyclopädie der classischen Altertumswissenschaft)
- Three word trimeter in Greek tragedy. Königstein/Taunus 1984 (Beiträge zur klassischen Philologie 158), ISBN 3-445-02315-8.
- Hippolytus: Refutatio omnium haeresium. Berlin/New York 1988 (Patristische Texte und Studien 25), ISBN 3-11-008751-0.
- Athenagoras: Legatio pro christianis. Berlin/New York 1990 (Patristische Texte und Studien 31), ISBN 3-11-011881-5.
- Pseudo-Justinus, Cohortatio ad Graecos, De Monarchia, Oratio ad Graecos. Berlin/New York 1990 (Patristische Texte und Studien 32), ISBN 3-11-012135-2.
- Theodori Prodromi De Rhodanthes et Dosiclis amoribus libri IX. Stuttgart/Leipzig 1992
- Iustini Martyris Apologiae pro christianis. Berlin/New York 1994 (Patristische Texte und Studien 38), ISBN 3-11-014180-9. Neuausgabe Berlin 2005, ISBN 3-11-018541-5.
- Tatiani Oratio ad Graecos. Berlin/New York 1995, ISBN 3-11-014406-9.
- Clementis Alexandrini Protrepticus. Leiden/New York/Köln 1995, ISBN 90-04-10449-6.
- Iustini Martyris Dialogus cum Tryphone. Berlin/New York 1997, ISBN 3-11-015738-1.
- Diogenis Laertii Vitae philosophorum. Drei Bände, München/Leipzig 1999–2002 (Bibliotheca Teubneriana)
- Athenagorae qui fertur De resurrectione mortuorum. Leiden/Boston/Köln 2000 (Vigiliae Christianae, Supplements 53), ISBN 90-04-11896-9.
- Eustathius Macrembolites: De Hysmines et Hysminiae amoribus libri XI. München/Leipzig 2001 (Bibliotheca Teubneriana), ISBN 3-598-71232-4.
- Heraclitus. Greek text with a short commentary including fresh addenda, corrigenda and a select bibliography (1967–2000). Zweite Auflage. Sankt Augustin 2001 (International pre-Platonic studies 2), ISBN 3-89665-171-4.
- Origenis Contra Celsum libri VIII. Leiden/Boston/Köln 2001 (Vigiliae Christianae, Supplements 54), ISBN 90-04-11976-0.